# Desmalopex leucopterus
Desmalopex leucopterus is een vleermuis uit het geslacht Desmalopex die voorkomt op de eilanden Catanduanes en Luzon in de Filipijnen. De soort werd tot 2008 in Pteropus geplaatst, maar verschilt daar genetisch van. Zijn nauwste verwanten zijn de twee andere soorten die nu in Desmalopex geplaatst worden: Desmalopex microleucopterus uit Mindoro en een nog onbeschreven soort uit Dinagat.
D. leucopterus is een vrij grote vleerhond met opvallend gevlekte vleugels. De soort is duidelijk groter dan D. microleucopterus, is lichter van kleur en verschilt in een aantal kenmerken van de tanden en de schedel. De totale lengte bedraagt 185 tot 215 mm, de achtervoetlengte 44,5 tot 49 m, de voorarmlengte 135 tot 145 mm, het gewicht 250 tot 375 g en de schedellengte 57,8 tot 60,8 mm. Het dier heeft 38 chromosomen.
De soort komt voor van zeeniveau tot op 1100 m hoogte. Op Luzon is hij gevonden in de provincies Abra, Benguet, Cagayan, Isabela, Laguna, Nueva Vizcaya, Quezon en Tarlac. Op Catanduanes is de soort in bergregenwoud gevonden, op Luzon ook in laaglandwoud en in grasland. Ook in verstoorde habitats is D. leucopterus gevonden, maar of hij daar ook kan overleven is onzeker. Hij vliegt hoog en is mogelijk migrerend. Anders dan andere vleerhonden roest hij niet in grote groepen in bomen, maar waarschijnlijk in kleinere groepen op beschaduwde plaatsen. In gevangenschap plant het dier zich eens per jaar voort en brengt soms twee jongen ter wereld. De vernietiging van zijn habitat is een significante bedreiging voor deze soort. In Benguet wordt hij ook bejaagd.